# Der weiße Pfau
Der weiße Pfau ist ein deutsches Stummfilm-Melodram aus dem Jahre 1920 von E. A. Dupont und Paul Leni (Drehbuch) mit Hans Mierendorff und Grit Hegesa in den Hauptrollen.

## Handlung
Lord Cross ist ein angesehener, aber stets sehr ernster Gentleman. In der Gesellschaft nennt man ihn daher „den Mann ohne Lachen“. Als er eines Abend mit seinen versnobten Freundin aus der britischen Upper Class das im etwas verrufenen Londoner Stadtteil Whitechapel gelegene Varieté „Zur Goldenen Kugel“ besucht, in dem dessen Direktor Navratil mit einem komischen Buffo das Publikum zum Lachen zu bringen versucht, fällt des Lords Blick sogleich auf ein junges Zigeunermädchen. Es ist fast noch ein Kind und hat es ihm sofort angetan. Die Kleine heißt Maryla und tanzt zu den Geigenklängen ihres musikalischen Begleiters Czupan, ein Mann der Puszta, der ebenfalls dem fahrenden Volk entstammt. Wie gebannt ruhen Lord Cross’ Augen auf der verführerischen Zigeunerin, und er eilt nach der Vorstellung in den Backstage-Bereich, um sie aus dem, wie er meint, verderblichen Milieu zu „retten“. Maryla solle mit ihm kommen, fordert der Lord sie auf. Bei ihm, so sein Versprechen, werde sie es besser haben als hier, da er sich wie ein Vater um sie kümmern möchte. Schweren Herzens lässt Czupan Maryla ziehen.
In den kommenden Jahren lässt Lord Cross sie zu einer richtigen, kleinen Lady erziehen. Aus Maryla ist nun Marylowna geworden. Sie hat sich in den deutlich älteren Mann verliebt und wird schließlich die Ehefrau des Lords. Eines Tages belauscht sie ein Gespräch ihres Gatten, dem sie entnimmt, dass er sich ihrer wegen ihrer Herkunft und ihrer leicht anrüchigen Whitechapel-Tänzerin-Vergangenheit schämt. Um ihren Mann nicht vor der Gesellschaft bloßzustellen, beschließt Marylowna, ihn zu verlassen und zu ihren künstlerischen Wurzeln, dem Tanz, zurückzukehren. Rasch macht Marylowna Karriere. Ihre Tanzfigur „Der sterbende Pfau“ macht sie über Nacht berühmt und füllt die Zuschauersäle. Marylowna ist der „weiße Pfau“ geworden und von allen umjubelt.
Eines Abends sitzt ein ergrauter Mann in der Loge und erfreut sich an ihren Darbietungen: der müde, alte Mann ist Marylownas Gatte, der seit ihrem Verschwinden verzweifelt nach ihr gesucht hatte. Er will sie unbedingt zurückhaben und schreibt ihr daher einen Brief, in dem er für seinen mangelnden Rückhalt und seinen gesellschaftlichen Hochmut um Verzeihung bittet. Marylownas Liebe zu Lord Cross ist über all die Jahre nicht erkaltet, und so zeigt sie sich zur Heimkehr bereit. Doch zum selben Zeitpunkt taucht nun auch ihr alter Geigenbegleiter und Jugendfreund Czupan wieder auf, der vollkommen heruntergekommen ist. Er will Maryla nicht ein zweites Mal verlieren und versucht, mittels Gewaltandrohung, seine einstige Tänzerin zurückzugewinnen. Mit einem Revolver will sich Marylowna seiner erwehren, da löst sich versehentlich ein Schuss, und Czupan stirbt. Am selben Abend bricht im Theater ein Feuer aus, bei dem Marylowna elendig umkommt.

## Produktionsnotizen
Der weiße Pfau entstand im UFA-Atelier in Berlin-Tempelhof, passierte am 31. Juli 1920 die Filmzensur und erhielt Jugendverbot. Die Uraufführung fand am 12. August 1920 in Berlins Tauentzienpalast statt. Die Länge des Streifens betrug 1780 Meter, verteilt auf fünf Akte.
Die Filmbauten entwarf Paul Leni und wurden von Robert A. Dietrich umgesetzt. Otto Moldenhauer zeichnete für die auf dem UFA-Freigelände in Tempelhof entstandenen Außenbauten verantwortlich. Die Kostüme entwarf Bruno Köhler.